# الشراعب (مذيخرة)

تعديل مصدري - تعديل

الشراعب محلة تابعة لقرية الهبن، التابعة لعزلة الافيوش بمديرية مذيخرة إحدى مديريات محافظة إب في الجمهورية اليمنية.

## تعداد سكانها
بلغ تعداد سكانها 66 حسب تعداد اليمن لعام 2004.